# British Home Championship 1955/56
De British Home Championship van 1955/56 was de 61e editie van de British Home Championship. Het toernooi werd gehouden van 8 oktober 1955 tot en met 14 april 1956. Engeland, Wales, Noord-Ierland en Schotland werden kampioen.

## Eindstand
| Team          | Gsp | W | G | V | DV | DT | DS | Ptn |
| ------------- | --- | - | - | - | -- | -- | -- | --- |
| Engeland      | 3   | 1 | 1 | 1 | 5  | 3  | +2 | 3   |
| Schotland     | 3   | 1 | 1 | 1 | 4  | 3  | +1 | 3   |
| Wales         | 3   | 1 | 1 | 1 | 3  | 4  | –1 | 3   |
| Noord-Ierland | 3   | 1 | 1 | 1 | 3  | 5  | –2 | 3   |

## Wedstrijden
|                                                   |                                          |       |                   |                                                                             |
| 8 oktober 1955 «onderlinge duels» 15:00 uur (UTC) | Noord-Ierland                            | 2 – 1 | Schotland         | Windsor Park, Belfast Toeschouwers: 48.000 Scheidsrechter: Jack Kelly (ENG) |
| 8 oktober 1955 «onderlinge duels» 15:00 uur (UTC) | Jackie Blanchflower 7' Billy Bingham 16' |       | 62' Lawrie Reilly | Windsor Park, Belfast Toeschouwers: 48.000 Scheidsrechter: Jack Kelly (ENG) |

|                                                    |                                    |       |                         |                                                                                 |
| 22 oktober 1955 «onderlinge duels» 15:00 uur (UTC) | Wales                              | 2 – 1 | Engeland                | Ninian Park, Cardiff Toeschouwers: 60.000 Scheidsrechter: Thomas Mitchell (NIR) |
| 22 oktober 1955 «onderlinge duels» 15:00 uur (UTC) | Derek Tapscott 41' Cliff Jones 43' |       | 51' (e.d.) John Charles | Ninian Park, Cardiff Toeschouwers: 60.000 Scheidsrechter: Thomas Mitchell (NIR) |

|                                                    |                                        |       |               |                                                                                     |
| 2 november 1955 «onderlinge duels» 14:15 uur (UTC) | Engeland                               | 3 – 0 | Noord-Ierland | Wembley Stadium, Londen Toeschouwers: 60.000 Scheidsrechter: Mervyn Griffiths (WAL) |
| 2 november 1955 «onderlinge duels» 14:15 uur (UTC) | Dennis Wilshaw 50', 52' Tom Finney 88' |       |               | Wembley Stadium, Londen Toeschouwers: 60.000 Scheidsrechter: Mervyn Griffiths (WAL) |

|                                                    |                          |       |       |                                                                            |
| 9 november 1955 «onderlinge duels» 14:30 uur (UTC) | Schotland                | 2 – 0 | Wales | Hampden Park, Glasgow Toeschouwers: 53.887 Scheidsrechter: Reg Leafe (ENG) |
| 9 november 1955 «onderlinge duels» 14:30 uur (UTC) | Bobby Johnstone 14', 24' |       |       | Hampden Park, Glasgow Toeschouwers: 53.887 Scheidsrechter: Reg Leafe (ENG) |

|                                                    |                |       |                 |                                                                                |
| 11 april 1956 «onderlinge duels» 17:30 uur (UTC+1) | Wales          | 1 – 1 | Noord-Ierland   | Ninian Park, Cardiff Toeschouwers: 37.510 Scheidsrechter: Bobby Davidson (SCO) |
| 11 april 1956 «onderlinge duels» 17:30 uur (UTC+1) | Roy Clarke 10' |       | 46' Jimmy Jones | Ninian Park, Cardiff Toeschouwers: 37.510 Scheidsrechter: Bobby Davidson (SCO) |

|                                                  |                   |       |                   |                                                                                 |
| 14 april 1956 «onderlinge duels» 15:00 uur (UTC) | Schotland         | 1 – 1 | Engeland          | Hampden Park, Glasgow Toeschouwers: 132.817 Scheidsrechter: Leo Callaghan (WAL) |
| 14 april 1956 «onderlinge duels» 15:00 uur (UTC) | Graham Leggat 60' |       | 89' Johnny Haynes | Hampden Park, Glasgow Toeschouwers: 132.817 Scheidsrechter: Leo Callaghan (WAL) |